# Ervidel
Ervidel est une paroisse civile portugaise (en portugais : freguesia) de la municipalité d'Aljustrel dans le district de Beja.

## Géographie
Ervidel est située entre le centre d'Aljustrel et Beja. Le sud-est de la paroisse est occupée par l'Albufeira do Roxo, un lac de barrage formé sur la Ribeira do Roxo (pt).

## Démographie
Lors du recensement de 2021, Ervidel compte 917 habitants.